# Beyeria lasiocarpa
Beyeria lasiocarpa är en törelväxtart som först beskrevs av Ferdinand von Mueller, och fick sitt nu gällande namn av Johannes Müller Argoviensis. Beyeria lasiocarpa ingår i släktet Beyeria och familjen törelväxter. Inga underarter finns listade i Catalogue of Life.